# Sameh Fahmy
Pour les articles homonymes, voir Fahmy.
Sameh Fahmy, né le 14 août 1949, est un homme politique égyptien, ancien ministre du pétrole de Hosni Moubarak. Le 28 juin 2012, il est condamné à 15 ans de prison pour vente de gaz à prix cassés à Israël et gaspillage de fonds publics.